# Ernst Baier
Ernst Baier (n. 27 septembrie 1905, Zittau, Regatul Saxoniei, Germania – d. 8 iulie 2001, Garmisch-Partenkirchen, Bavaria, Germania) a fost un actor ce a reprezentat Germania, medaliat olimpic. A participat la două ediții ale Jocurilor Olimpice (1932, 1936) în care a câștigat o medalie de aur.